# Pfarrkirche Kahlenbergerdorf

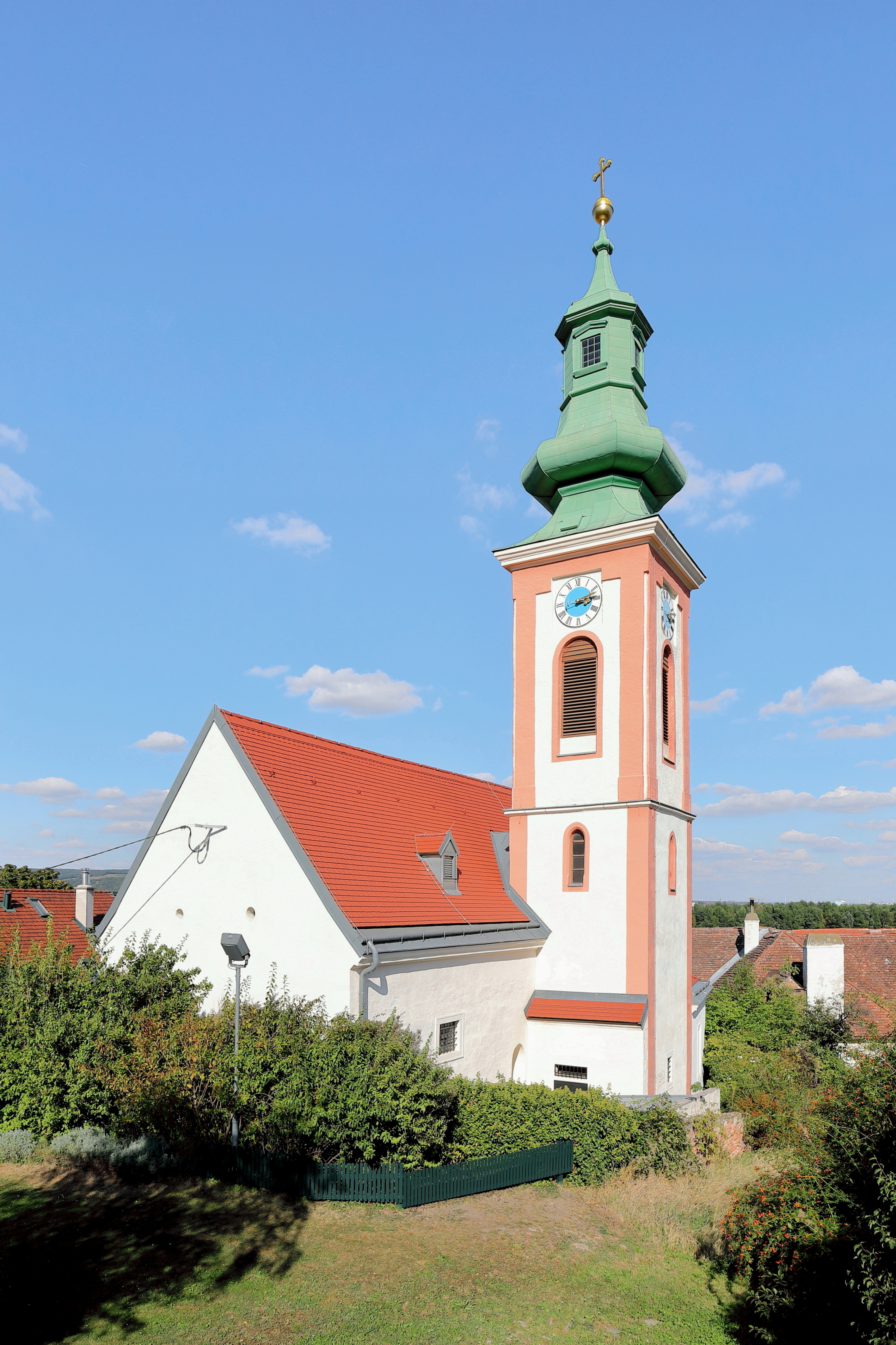
Südwestansicht der Pfarrkirche

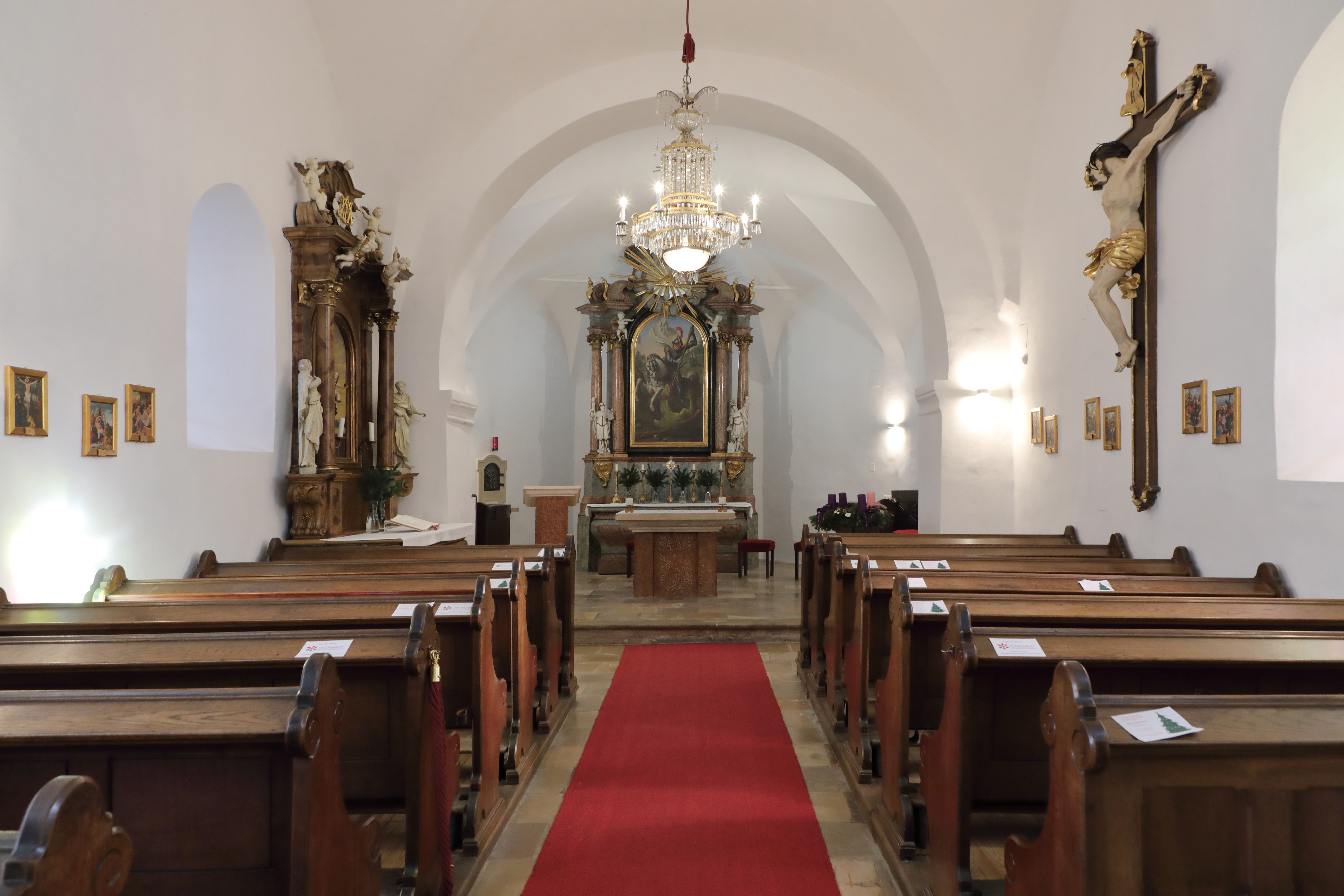
Innenansicht Richtung Altar

Die römisch-katholische Pfarrkirche Kahlenbergerdorf steht im 19. Wiener Gemeindebezirk Döbling im Kahlenbergerdorf. Die Pfarre liegt im Stadtdekanat 19 des zur Erzdiözese Wien gehörenden Vikariates Wien Stadt. Sie ist dem heiligen Georg geweiht.

## Geschichte
Eine Kirche im Kahlenbergerdorf wurde bereits 1168 urkundlich genannt und war 1256 bereits eine eigenständige Pfarre. Die Kirche wurde 1529 und 1683 durch die Türken zerstört, 1809 wurde sie im Zuge der Napoleonischen Kriege verwüstet und jedes Mal vom Stift Klosterneuburg wieder aufgebaut beziehungsweise instand gesetzt. Umbauten erfolgten 1633 und 1771. Die Pfarrkirche basiert auf einem schlichten, spätromanisch-frühgotischen Bau. Durch den letzten erfolgten Umbau erhielt die Kirche aber einen barocken Charakter. Auch der Südturm wurde mit einer barocken Haube versehen. Das weiße Kreuzgratgewölbe im Inneren wurde hingegen nach der Zerstörung der Kirche durch die Türken errichtet. Das Gewölbe liegt dabei auf den Gurten und Wandpfeilern des erhaltenen, mittelalterlichen Teils der Kirche auf.

## Innenraum
Zentrales Element der Kirche ist der barocke Hochaltar mit der Darstellung des heiligen Andreas. Er wird flankiert von Statuen des heiligen Leopold und des heiligen Florian. Die Darstellung des Heiligen Georgs stammt aus dem Jahre 1827 und wurde vom nazarenischen Maler Johann Stätter nach einer Skizze von Ludwig Ferdinand Schnorr von Carolsfeld gemalt. Rechts des Hochaltars befindet sich ein spätbarocker Marienaltar, der um 1760 geschaffen wurde. Die im Zentrum befindliche spätgotische Madonna stammt hingegen aus dem frühen 16. Jahrhundert. An der Südwand der Kirche findet sich ein großes, barockes Kruzifix, das von einem nicht mehr erhaltenen Kreuzaltar stammt. Dieser wurde 1732 an der nördlichen Außenwand angebracht, im 19. Jahrhundert jedoch entfernt. Weitere erwähnenswerte Elemente der Kirche sind ein gotischer Taufstein aus rotem Marmor (um 1500), ein Opferstock mit Rosettendekor, sowie ein muschelförmiges Weihwasserbecken (beides aus dem 17. Jahrhundert). Die Orgel baute 1849 Franz Ullmann. 

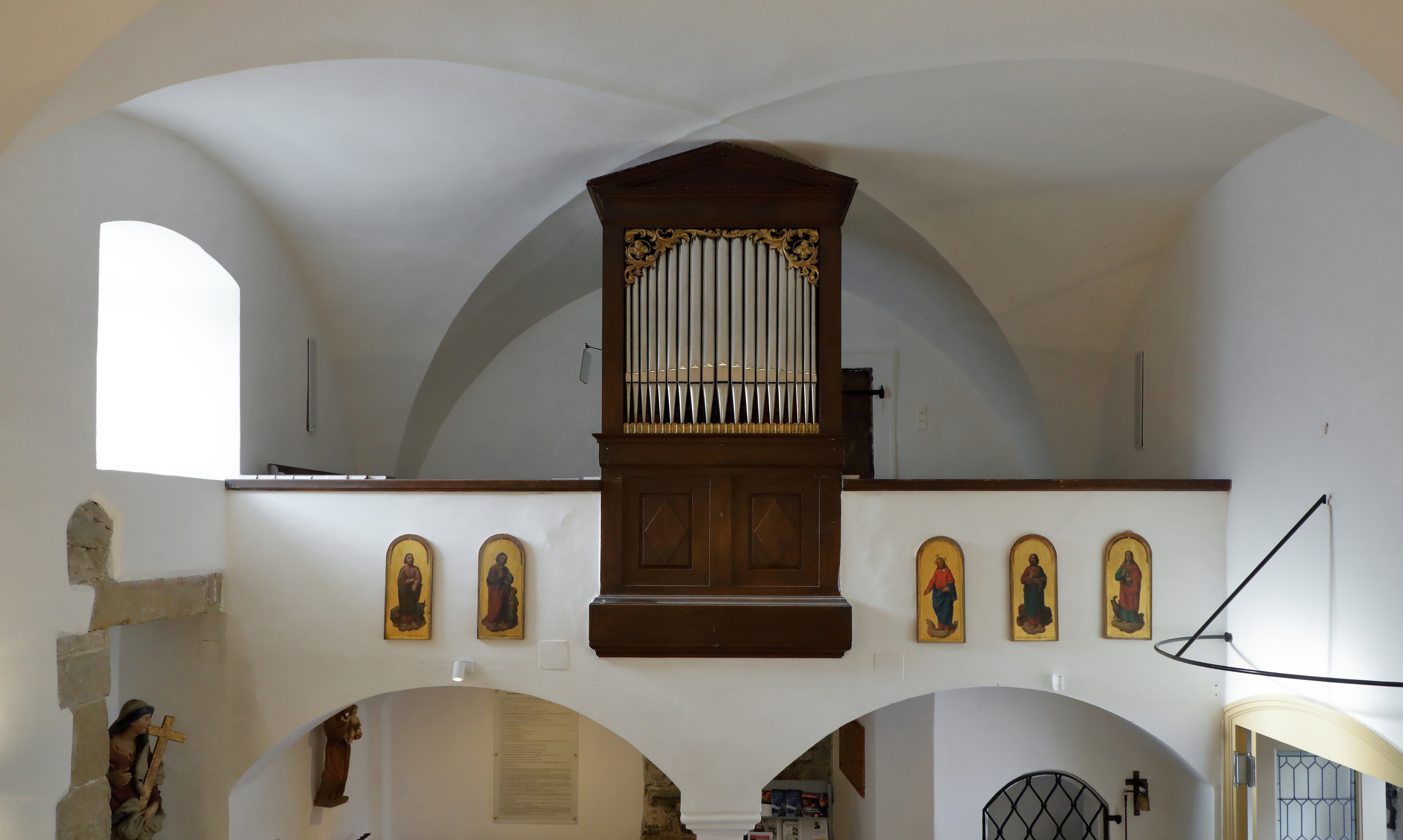
Blick in Richtung Westen mit der Ullmann-Orgel auf der Empore

Daten zur Orgel von Franz Ullmann (1849)
I Manual C-f3
Coppel 8′
Flöte 4′
Principal 4′
Octav 2′
Pedal: Angehängt, C–h0, ab c0 repetierend